# Kæst skata
Kæst skata (/ˈcʰaiːst ˈskaːta/) ist ein fermentiertes Fischgericht aus einer vor Island vorkommenden Rochenart.
Die Besonderheit dieses Fisches ist es, dass er den Harnstoff nicht in einer Harnblase speichert. Wie alle Plattenkiemer reichert er Harnstoff im Blut an, den er zum Ausgleich des osmotischen Drucks des Meerwassers verwendet. Dadurch ist das Fleisch ohne Fermentation nicht zum Verzehr geeignet. Lässt man den Rochen mindestens vier Wochen fermentieren, entweichen in dieser Zeit die abgelagerten Giftstoffe, so dass er verzehrt werden kann; auch Hákarl wird auf Island in ähnlicher Weise zubereitet.
In Deutschland wird der Rochen zum Teil aufgrund der Zubereitung und des intensiven Aromas umgangssprachlich als „Gammelrochen“ bezeichnet; allerdings ist die Fermentation von der Ungenießbarwerdung durch Fäulnis abzugrenzen.
Der zubereitete Rochen wird traditionell am Tag vor Heiligabend, der Þorláksmessa (Thorlakmesse bzw. Torlaksmesse), verzehrt.